# Phrynus pinarensis
Phrynus pinarensis är en spindeldjursart som beskrevs av Franganillo 1930. Phrynus pinarensis ingår i släktet Phrynus och familjen Phrynidae. Inga underarter finns listade i Catalogue of Life.